# Józef III (bratanek Heroda Wielkiego)
Józef III (ur. przed 38 p.n.e., zm. po 4 p.n.e.) - bratanek Heroda Wielkiego.
Był synem Józefa II. Przed 4 p.n.e., przypuszczalnie około 8/7 p.n.e. poślubił swoją kuzynkę Olympias, córkę Heroda Wielkiego.
Po śmierci teścia Józef III został dowódcą jednej z dywizji królewskich.
Z małżeństwa z Olympias miał córkę Mariamme V, żonę Heroda z Chalkis.